# Lily of the Valley
Lily of the Valley—en español «Lirio del Valle»— es una canción del grupo británico Queen, escrita por el cantante Freddie Mercury, la misma integraba la quinta pista del tercer LP de la banda, Sheer Heart Attack, editado en 1974.
Esta canción es una balada en la cual Mercury toca el piano, y es característica por las melodías y los coros (todos cantados por Mercury) y por la corta duración de la misma.
Es la última canción del vocalista que hace referencia al mundo fantástico de Rhye creado en su infancia. En ella se hace alusión a Seven Seas of Rhye, sencillo del disco anterior (Queen II) con el verso "messengers from Seven Seas has flown" y a My Fairy King con el verso "to tell the King of Rhye lost his throne". De esta forma, cierra el círculo de canciones con esta temática, que fue explotada en el lado negro del disco anterior, así como también algunas canciones del álbum Queen de 1973. 
- Datos: Q1130147